# Società Sportiva Calcio Napoli 1994-1995
Questa voce raccoglie le informazioni riguardanti la Società Sportiva Calcio Napoli nelle competizioni ufficiali della stagione 1994-1995.

## Stagione

La squadra, con indosso la seconda divisa troncata, festeggia al termine della vittoria esterna sull' (0-2) dell'11 dicembre 1994

Dopo l'addio di Marcello Lippi, passato alla guida della Juventus, il Napoli affidò la squadra a Vincenzo Guerini. I partenopei cedettero Ferrara alla Juventus, mentre Fonseca e Thern andarono alla Roma e Di Canio al Milan; arrivarono a sostituirli in squadra il libero Brasiliano André Cruz, specialista in calci piazzati e autore di ben 7 reti in stagione, l'attaccante Massimo Agostini, il talentuoso Benny Carbone, il colombiano Freddy Rincón e il centrocampista francese Alain Boghossian.
Dopo sei giornate, Vujadin Boškov rimpiazzò Guerini alla guida della squadra, e con il tecnico ex Sampdoria il Napoli raccolse 33 punti nel girone di ritorno, restando in lotta fino all'ultima giornata per l'accesso alla Coppa UEFA. Nonostante un finale con 4 vittorie consecutive, la squadra arrivò al 7º posto in campionato.
Il Napoli disputò anche la Coppa UEFA, giungendo agli ottavi di finale dove fu eliminato dall'Eintracht Francoforte; si tratterà dell'ultima apparizione del Napoli nelle competizioni europee fino al 2008. In Coppa Italia, gli azzurri vennero eliminati ai quarti di finale dalla Lazio.

## Divise e sponsor
Lo sponsor ufficiale è Record Cucine, mentre il fornitore tecnico è Lotto.
| Casa | Trasferta | Terza divisa |

## Rosa
| N. |                    | Ruolo | Calciatore                |
| -- | ------------------ | ----- | ------------------------- |
|    | Italia (bandiera)  | P     | Giuseppe Taglialatela     |
|    | Italia (bandiera)  | P     | Raffaele Di Fusco         |
|    | Brasile (bandiera) | D     | André Cruz                |
|    | Italia (bandiera)  | D     | Salvatore Matrecano       |
|    | Italia (bandiera)  | D     | Fabio Cannavaro           |
|    | Italia (bandiera)  | D     | Massimo Tarantino         |
|    | Italia (bandiera)  | D     | Luca Luzardi              |
|    | Italia (bandiera)  | D     | Gabriele Grossi           |
|    | Italia (bandiera)  | D     | Alessandro Sbrizzo        |
|    | Italia (bandiera)  | D     | Roberto Bordin (capitano) |
|    | Italia (bandiera)  | D     | Fausto Pari               |
|    | Italia (bandiera)  | D     | Gaetano De Rosa           |

| N. |                     | Ruolo | Calciatore       |
| -- | ------------------- | ----- | ---------------- |
|    | Italia (bandiera)   | C     | Raffaele Longo   |
|    | Italia (bandiera)   | C     | Roberto Policano |
|    | Italia (bandiera)   | C     | Fabio Pecchia    |
|    | Italia (bandiera)   | C     | Renato Buso      |
|    | Francia (bandiera)  | C     | Alain Boghossian |
|    | Italia (bandiera)   | C     | Luca Altomare    |
|    | Italia (bandiera)   | C     | Eugenio Corini   |
|    | Italia (bandiera)   | C     | Carmelo Imbriani |
|    | Colombia (bandiera) | C     | Freddy Rincón    |
|    | Italia (bandiera)   | A     | Massimo Agostini |
|    | Italia (bandiera)   | A     | Benito Carbone   |
|    | Italia (bandiera)   | A     | Franco Lerda     |

## Calciomercato

### Sessione estiva
| Acquisti | Acquisti            | Acquisti            | Acquisti      |
| R.       | Nome                | da                  | Modalità      |
| -------- | ------------------- | ------------------- | ------------- |
| D        | André Cruz          | Standard Liegi      | definitivo    |
| D        | Salvatore Matrecano | Parma               | prestito      |
| D        | Luca Luzardi        | Lazio               | definitivo    |
| D        | Gabriele Grossi     | Roma                | prestito      |
| C        | Alain Boghossian    | Olympique Marsiglia | definitivo    |
| C        | Luca Altomare       | Lucchese            | fine prestito |
| C        | Eugenio Corini      | Sampdoria           | prestito      |
| C        | Freddy Rincón       | Palmeiras           | definitivo    |
| A        | Massimo Agostini    | Ancona              | definitivo    |
| A        | Benito Carbone      | Roma                | definitivo    |

| Cessioni | Cessioni            | Cessioni | Cessioni      |
| R.       | Nome                | a        | Modalità      |
| -------- | ------------------- | -------- | ------------- |
| D        | Giovanni Bia        | Inter    | definitivo    |
| D        | Giancarlo Corradini |          | fine carriera |
| D        | Ciro Ferrara        | Juventus | definitivo    |
| D        | Giovanni Francini   | Brescia  | definitivo    |
| D        | Enzo Gambaro        | Milan    | fine prestito |
| D        | Sebastiano Nela     | -        | fine carriera |
| C        | Jonas Thern         | Roma     | definitivo    |
| A        | Giorgio Bresciani   | Reggiana | definitivo    |
| A        | Paolo Di Canio      | Juventus | fine prestito |
| A        | Daniel Fonseca      | Roma     | definitivo    |

## Risultati

### Serie A

#### Girone di andata
| Arbitro: | Pellegrino (Barcellona Pozzo di Gotto) |

|                |           |  |
| B. Carbone 89’ | Marcatori |  |

| Arbitro: | Rodomonti (Teramo) |

|                      |           |  |
| Florijančič 42’, 89’ | Marcatori |  |

| Arbitro: | Collina (Viareggio) |

|  |           |                             |
|  | Marcatori | 32’ Ravanelli 72’ Del Piero |

| Arbitro: | Cinciripini (Ascoli Piceno) |

|                                              |           |                                      |
| Nappi 8’ Bortolazzi 43’ Cannavaro 59’ (aut.) | Marcatori | 22’ Buso 31’ Policano 83’ André Cruz |

| Arbitro: | Franceschini (Bari) |

|                                     |           |                                    |
| Rincón 52’, 84’ (rig.) Agostini 55’ | Marcatori | 66’ (rig.) Longhi 85’, 86’ Maniero |

| Arbitro: | Ceccarini (Livorno) |

|                                                   |           |             |
| Bokšić 3’ Winter 20’, 42’ Casiraghi 36’ Negro 38’ | Marcatori | 33’ Pecchia |

| Arbitro: | Bolognino (Milano) |

|                                      |           |  |
| Agostini 43’, 75’ Carbone 90’ (rig.) | Marcatori |  |

| Genova 30 ottobre 1994 8ª giornata | Sampdoria       | 0 – 0 referto | Napoli | Stadio Luigi Ferraris (26 892 spett.)\| Arbitro: \| Nicchi (Arezzo) \| |
| Arbitro:                           | Nicchi (Arezzo) |               |        |                                                                        |

| Arbitro: | Bazzoli (Merano) |

|             |           |                |
| Moriero 70’ | Marcatori | 38’ Boghossian |

| Arbitro: | Pairetto (Nichelino) |

|                   |           |                                                                               |
| Agostini 56’, 59’ | Marcatori | 15’ (aut.) André Cruz 73’ (aut.) Cannavaro 81’ Cois 84’, 90’ (rig.) Batistuta |

| Arbitro: | Amendolia (Messina) |

|              |           |                      |
| Mandelli 31’ | Marcatori | 58’ (aut.) Bianchini |

| Arbitro: | Beschin (Legnago) |

|                |           |             |
| B. Carbone 51’ | Marcatori | 43’ Angloma |

| Arbitro: | Trentalange (Torino) |

|  |           |                                |
|  | Marcatori | 29’ (aut.) Jonk 67’ André Cruz |

| Arbitro: | Tombolini (Ancona) |

|                |           |            |
| André Cruz 78’ | Marcatori | 22’ Corini |

| Arbitro: | Treossi (Forlì) |

|            |           |               |
| Simone 73’ | Marcatori | 87’ Cannavaro |

| Arbitro: | Pellegrino (Barcellona Pozzo di Gotto) |

|                |           |           |
| André Cruz 23’ | Marcatori | 32’ Muzzi |

| Arbitro: | Bolognino (Milano) |

|                             |           |  |
| Asprilla 4’ Zola 50’ (rig.) | Marcatori |  |

#### Girone di ritorno
| Arbitro: | Bazzoli (Merano) |

|             |           |                           |
| Zanutta 90’ | Marcatori | 38’ Rincón 74’ André Cruz |

| Arbitro: | Cinciripini (Ascoli Piceno) |

|            |           |  |
| Rincón 57’ | Marcatori |  |

| Arbitro: | Cardona (Milano) |

|               |           |  |
| Ravanelli 78’ | Marcatori |  |

| Arbitro: | Amendolia (Messina) |

|            |           |  |
| Rincón 36’ | Marcatori |  |

| Arbitro: | Pairetto (Nichelino) |

|                                     |           |  |
| Franceschetti 62’ Longhi 66’ (rig.) | Marcatori |  |

| Arbitro: | Stafoggia (Pesaro) |

|                          |           |                    |
| Rincón 49’, 56’ Buso 87’ | Marcatori | 20’, 40’ Casiraghi |

| Arbitro: | Cesari (Genova) |

|              |           |                    |
| Tovalieri 5’ | Marcatori | 28’ (aut.) Fontana |

| Arbitro: | Braschi (Prato) |

|                          |           |  |
| Carbone 32’ Agostini 43’ | Marcatori |  |

| Napoli 9 aprile 1995 26ª giornata | Napoli          | 0 – 0 referto | Roma | Stadio San Paolo (50 013 spett.)\| Arbitro: \| Nicchi (Arezzo) \| |
| Arbitro:                          | Nicchi (Arezzo) |               |      |                                                                   |

| Arbitro: | Beschin (Legnago) |

|                                                     |           |  |
| Sottil 17’ Márcio Santos 47’ Batistuta 55’ Cois 72’ | Marcatori |  |

| Arbitro: | Collina (Viareggio) |

|                                       |           |              |
| André Cruz 23’ De Vincenzo 73’ (aut.) | Marcatori | 42’ Biagioni |

| Arbitro: | Racalbuto (Gallarate) |

|                |           |          |
| Rizzitelli 90’ | Marcatori | 31’ Buso |

| Arbitro: | Trentalange (Torino) |

|                |           |                                      |
| André Cruz 33’ | Marcatori | 11’ Orlandini 65’ Berti 84’ Bergkamp |

| Arbitro: | Tombolini (Ancona) |

|           |           |                           |
| Gallo 82’ | Marcatori | 38’ Imbriani 49’ Agostini |

| Arbitro: | Bazzoli (Merano) |

|              |           |  |
| Agostini 45’ | Marcatori |  |

| Arbitro: | Treossi (Forlì) |

|  |           |             |
|  | Marcatori | 16’ Pecchia |

| Arbitro: | Cinciripini (Ascoli Piceno) |

|                     |           |  |
| Agostini 24’ (rig.) | Marcatori |  |

### Coppa Italia

#### Turni preliminari
| Arbitro: | Cardona (Milano) |

|                                            |           |                             |
| Pari 32’ Giampietro 52’ (aut.) Pecchia 63’ | Marcatori | 80’, 84’ (rig.) Cappellacci |

| Arbitro: | Braschi (Prato) |

|                   |           |                       |
| Massara 4’ (rig.) | Marcatori | 80’ (rig.) B. Carbone |

| Arbitro: | Treossi (Forlì) |

|                                         |           |  |
| B. Carbone 18’, 63’ (rig.) Agostini 44’ | Marcatori |  |

| Arbitro: | Cinciripini (Ascoli Piceno) |

|  |           |              |
|  | Marcatori | 88’ Agostini |

#### Fase finale
| Arbitro: | Nicchi (Arezzo) |

|            |           |  |
| Winter 29’ | Marcatori |  |

| Arbitro: | Stafoggia (Pesaro) |

|           |           |                       |
| Lerda 42’ | Marcatori | 50’ Negro 89’ Signori |

### Coppa UEFA
| Arbitro: | Mendes |

|                            |           |  |
| B. Carbone 30’ (rig.), 49’ | Marcatori |  |

| Arbitro: | Nilsson |

|  |           |          |
|  | Marcatori | 31’ Buso |

| Arbitro: | Weber |

|             |           |                |
| Sánchez 26’ | Marcatori | 58’ B. Carbone |

| Arbitro: | Meier |

|                   |           |             |
| Agostini 19’, 35’ | Marcatori | 76’ Luciano |

| Arbitro: | Puhl |

|                 |           |  |
| Buso 55’ (aut.) | Marcatori |  |

| Arbitro: | van der Ende |

|  |           |                 |
|  | Marcatori | 54’ Falkenmayer |

## Statistiche

### Statistiche di squadra
| Competizione | Punti | In casa | In casa | In casa | In casa | In casa | In casa | In trasferta | In trasferta | In trasferta | In trasferta | In trasferta | In trasferta | Totale | Totale | Totale | Totale | Totale | Totale | DR |
| Competizione | Punti | G       | V       | N       | P       | Gf      | Gs      | G            | V            | N            | P            | Gf           | Gs           | G      | V      | N      | P      | Gf     | Gs     | DR |
| ------------ | ----- | ------- | ------- | ------- | ------- | ------- | ------- | ------------ | ------------ | ------------ | ------------ | ------------ | ------------ | ------ | ------ | ------ | ------ | ------ | ------ | -- |
| Serie A      | 51    | 17      | 9       | 5       | 3       | 24      | 19      | 17           | 4            | 7            | 6            | 16           | 26           | 34     | 13     | 12     | 9      | 40     | 45     | -5 |
| Coppa Italia | -     | 3       | 2       | 0       | 1       | 7       | 4       | 3            | 1            | 1            | 1            | 2            | 2            | 6      | 3      | 1      | 2      | 9      | 6      | +3 |
| Coppa UEFA   | -     | 3       | 2       | 0       | 1       | 4       | 2       | 3            | 1            | 1            | 1            | 2            | 2            | 6      | 3      | 1      | 2      | 6      | 4      | +2 |
| Totale       | -     | 23      | 13      | 5       | 5       | 35      | 25      | 23           | 6            | 9            | 8            | 20           | 30           | 46     | 19     | 14     | 13     | 55     | 55     | 0  |

### Andamento in campionato
| Giornata  | 1 | 2 | 3  | 4  | 5  | 6  | 7  | 8  | 9  | 10 | 11 | 12 | 13 | 14 | 15 | 16 | 17 | 18 | 19 | 20 | 21 | 22 | 23 | 24 | 25 | 26 | 27 | 28 | 29 | 30 | 31 | 32 | 33 | 34 |
| --------- | - | - | -- | -- | -- | -- | -- | -- | -- | -- | -- | -- | -- | -- | -- | -- | -- | -- | -- | -- | -- | -- | -- | -- | -- | -- | -- | -- | -- | -- | -- | -- | -- | -- |
| Luogo     | C | T | C  | T  | C  | T  | C  | T  | T  | C  | T  | C  | T  | C  | T  | C  | T  | T  | C  | T  | C  | T  | C  | T  | C  | C  | T  | C  | T  | C  | T  | C  | T  | C  |
| Risultato | V | P | P  | N  | N  | P  | V  | N  | N  | P  | N  | N  | V  | N  | N  | N  | P  | V  | V  | P  | V  | P  | V  | N  | V  | N  | P  | V  | N  | P  | V  | V  | V  | V  |
| Posizione | 1 | 9 | 10 | 13 | 13 | 15 | 13 | 13 | 13 | 14 | 13 | 12 | 12 | 12 | 13 | 13 | 13 | 13 | 11 | 13 | 12 | 12 | 10 | 11 | 11 | 11 | 11 | 11 | 11 | 12 | 10 | 10 | 8  | 7  |

Fonte: http://calcio-seriea.net/allenatori_squadra/1994/1078/
Legenda:

Luogo: C = Casa; T = Trasferta. Risultato: V = Vittoria; N = Pareggio; P = Sconfitta.

### Statistiche dei giocatori
| Giocatore       | Serie A  | Serie A | Serie A     | Serie A    | Coppa Italia | Coppa Italia | Coppa Italia | Coppa Italia | Coppa UEFA | Coppa UEFA | Coppa UEFA  | Coppa UEFA | Totale   | Totale | Totale      | Totale     |
| Giocatore       | Presenze | Reti    | Ammonizioni | Espulsioni | Presenze     | Reti         | Ammonizioni  | Espulsioni   | Presenze   | Reti       | Ammonizioni | Espulsioni | Presenze | Reti   | Ammonizioni | Espulsioni |
| --------------- | -------- | ------- | ----------- | ---------- | ------------ | ------------ | ------------ | ------------ | ---------- | ---------- | ----------- | ---------- | -------- | ------ | ----------- | ---------- |
| M. Agostini     | 35       | 9       | ?           | ?          | 5            | 2            | ?            | ?            | 6          | 2          | ?           | ?          | 46       | 13     | ?           | ?          |
| L. Altomare     | 5        | 0       | ?           | ?          | 4            | 0            | ?            | ?            | 0          | 0          | 0           | 0          | 9        | 0      | 0+          | 0+         |
| André Cruz      | 30       | 7       | ?           | ?          | 5            | 0            | ?            | ?            | 4          | 0          | ?           | ?          | 39       | 7      | ?           | ?          |
| A. Boghossian   | 9        | 1       | ?           | ?          | 3            | 0            | ?            | ?            | 4          | 0          | ?           | ?          | 16       | 1      | ?           | ?          |
| R. Bordin       | 30       | 0       | ?           | ?          | 3            | 0            | ?            | ?            | 4          | 0          | ?           | ?          | 37       | 0      | ?           | ?          |
| R. Buso         | 32       | 3       | ?           | ?          | 5            | 0            | ?            | ?            | 6          | 1          | ?           | ?          | 43       | 4      | ?           | ?          |
| F. Cannavaro    | 29       | 1       | ?           | ?          | 4            | 0            | ?            | ?            | 3          | 0          | ?           | ?          | 36       | 1      | ?           | ?          |
| B. Carbone      | 29       | 4       | ?           | ?          | 6            | 3            | ?            | ?            | 5          | 3          | ?           | ?          | 40       | 10     | ?           | ?          |
| E. Corini       | 3        | 0       | ?           | ?          | 3            | 0            | ?            | ?            | 2          | 0          | ?           | ?          | 8        | 0      | ?           | ?          |
| R. Di Fusco     | 2        | -2      | ?           | ?          | 3            | -4           | ?            | ?            | 0          | 0          | 0           | 0          | 5        | -6     | 0+          | 0+         |
| G. Grossi       | 9        | 0       | ?           | ?          | 4            | 0            | ?            | ?            | 4          | 0          | ?           | ?          | 17       | 0      | ?           | ?          |
| C. Imbriani     | 6        | 1       | ?           | ?          | 0            | 0            | 0            | 0            | 0          | 0          | 0           | 0          | 6        | 1      | 0+          | 0+         |
| F. Lerda        | 12       | 0       | ?           | ?          | 2            | 1            | ?            | ?            | 0          | 0          | 0           | 0          | 14       | 1      | 0+          | 0+         |
| R. Longo        | 2        | 0       | ?           | ?          | 0            | 0            | 0            | 0            | 0          | 0          | 0           | 0          | 2        | 0      | 0+          | 0+         |
| L. Luzardi      | 5        | 0       | ?           | ?          | 2            | 0            | ?            | ?            | 4          | 0          | ?           | ?          | 11       | 0      | ?           | ?          |
| S. Matrecano    | 16       | 0       | ?           | ?          | 3            | 0            | ?            | ?            | 3          | 0          | ?           | ?          | 22       | 0      | ?           | ?          |
| F. Pari         | 32       | 0       | ?           | ?          | 5            | 1            | ?            | ?            | 6          | 0          | ?           | ?          | 43       | 1      | ?           | ?          |
| F. Pecchia      | 32       | 2       | ?           | ?          | 5            | 1            | ?            | ?            | 5          | 0          | ?           | ?          | 42       | 3      | ?           | ?          |
| R. Policano     | 18       | 1       | ?           | ?          | 4            | 0            | ?            | ?            | 4          | 0          | ?           | ?          | 26       | 1      | ?           | ?          |
| F. Rincón       | 28       | 7       | ?           | ?          | 5            | 0            | ?            | ?            | 5          | 0          | ?           | ?          | 38       | 7      | ?           | ?          |
| A. Sbrizzo      | 1        | 0       | ?           | ?          | 0            | 0            | 0            | 0            | 0          | 0          | 0           | 0          | 1        | 0      | 0+          | 0+         |
| G. Taglialatela | 33       | -43     | ?           | ?          | 4            | -2           | ?            | ?            | 6          | -4         | ?           | ?          | 43       | -49    | ?           | ?          |
| M. Tarantino    | 27       | 0       | ?           | ?          | 3            | 0            | ?            | ?            | 6          | 0          | ?           | ?          | 36       | 0      | ?           | ?          |